# Rheinbischofsheim

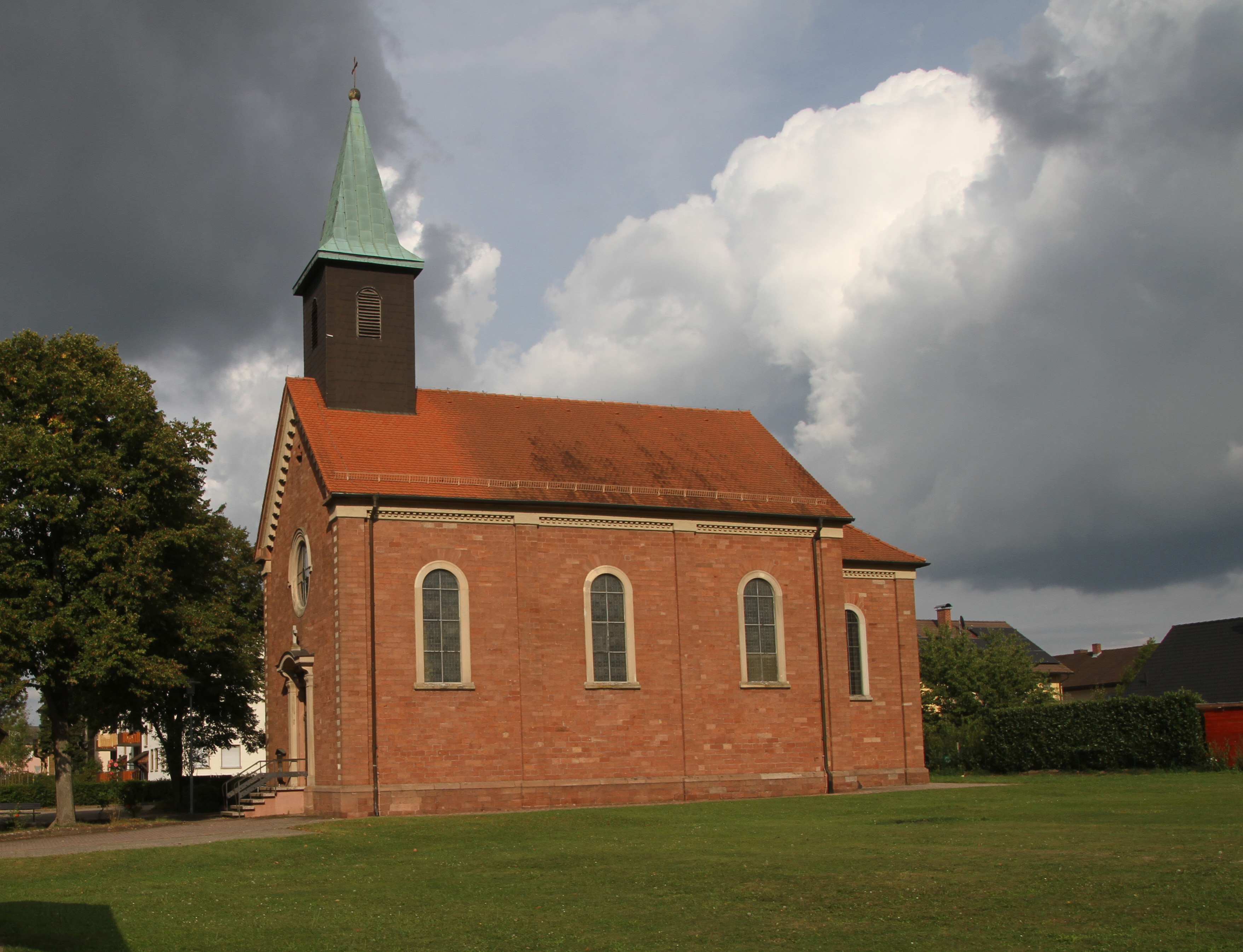
St. Johannes der Taeufer

Rheinbischofsheim (historisch: Bischofsheim am hohen Steg) ist ein Stadtteil der Stadt Rheinau im baden-württembergischen Ortenaukreis.

## Geographie
Rheinbischofsheim hat eine Fläche von 12,33 km² und zählte im Jahr 2012 2565 Einwohner.

### Geographische Lage
Rheinbischofsheim liegt in der Oberrheinischen Tiefebene in der Stadt Rheinau. Die Gemarkung Rheinbischofsheim besteht zu einem Großteil aus Wald und Gewässern, zu denen unter anderem die Rench und der Holchenbach gehören, der im Dorf in den Galgenbach mündet. Der „Thomaswald“ ist das größte Waldgebiet in Rheinbischofsheim. Es verdankt seinen Namen dem Thomasstift in Straßburg, dem er zwischen 913 und 933 von Bischof Richwin geschenkt wurde. Im Westen der Gemarkung liegt noch ein kleiner Teil des Auwaldes, in dem es mehrere Altrheinarme gibt. Dazu zählen der Bischemer Grund und das von der Reederei Ludwig und Jakob Götz zum Baggersee vergrößerte Groschenwasser.

### Nachbarorte
Die Nachbarorte von Rheinbischofsheim sind die Rheinauer Stadtteile Freistett im Norden und Diersheim im Westen, sowie Hohbühn (zu Linx), Hausgereut und Holzhausen im Süden. Ansonsten grenzt die Gemarkung an den Acherner Stadtteil Wagshurst, den Kehler Stadtteil Zierolshofen, Renchen, und Appenweier.

## Geschichte

### Mittelalter
Das Dorf Bischofsheim am hohen Steg lag im Amt Lichtenau der Herrschaft Lichtenberg. Es war ein Lehen des Bischofs von Straßburg, die Erstbelehnung erfolgte vermutlich 1274. Das ist zugleich die älteste überlieferte Erwähnung des Ortes als „Bischovesheim“. Später werden auch andere Namensformen verwendet: „Bischovisheim“ und „Bischofesheim prope Rhenum“ (nahe dem Rhein).
1304 besaßen hier das Kloster Allerheiligen, das Kloster Gengenbach und Jung St. Peter Höfe und Güter. 1335 nahmen die mittlere und die jüngere Linie des Hauses Lichtenberg eine Landesteilung vor. Dabei fiel das Amt Lichtenau – und damit Rheinbischofsheim – an Ludwig III. von Lichtenberg, der die jüngere Linie des Hauses begründete. 1371 wurde die Kirche urkundlich erwähnt. Von 1390 bis 1393 musste der verschuldete Heinrich IV. von Lichtenberg-Lichtenau alle zum Amt Lichtenau gehörenden Orte (alle Orte des unteren, später so genannten „Hanauerlandes“), also auch Bischofsheim, an den Ritter Dietmar von Blumenau verpfänden.
Während des „Bischofskrieges“ kamen 1429 ungefähr 60 Bischofsheimer Bauern in der brennenden Kirche ums Leben. Mit dem Tod des letzten Lichtenbergers, Jakob von Lichtenberg, 1480, fiel das Amt und damit auch Bischofsheim an die Erben der Anna von Lichtenberg (* 1442; † 1474), Tochter Ludwigs V. von Lichtenberg (* 1417; † 1474) und eine der beiden Erbtöchter der Herrschaft. Sie hatte 1458 den Grafen Philipp I. von Hanau-Babenhausen (* 1417; † 1480) geheiratet, der eine kleine Sekundogenitur aus dem Bestand der Grafschaft Hanau erhalten hatte, um sie heiraten zu können. Durch diese Heirat entstand die Grafschaft Hanau-Lichtenberg.

### Hanau-Lichtenberg
Im Deutschen Bauernkrieg waren Hans Schneider und Thomas Fuhrer die Anführer der Bischofsheimer Bauern, die vom 22. bis zum 25. Mai 1525 an den Verhandlungen in Renchen über die 12 Artikel der Bauern teilnahmen. Graf Philipp IV. von Hanau-Lichtenberg (1514–1590) führte nach seinem Regierungsantritt 1538 die Reformation in seiner Grafschaft konsequent durch, die nun lutherisch wurde.
1552 übernachtete der spanische Herzog Alba, dessen Truppen die Dörfer plünderten, im Haus des Schultheißen. 1574 wird der Ort als „Bischoffesheim zum hohen Steg“ bezeichnet, der offizielle Ortsname bis zum Beginn des 19. Jahrhunderts (daher der Steg im heutigen Wappen). 1579 war Tobias Römer der erste Bischofsheimer evangelische Geistliche. Zum „Kirchenspiel Bischofsheim“ gehörten damals die Filialen Freistett und Memprechtshofen, ab 1731 auch Diersheim.
1602 wurde in Bischofsheim aus kirchlichen Mitteln ein Schulhaus errichtet. 1626 wurden im Zuge des Dreißigjährigen Krieges 200 Mann kaiserlicher Truppen in Bischofsheim einquartiert. 1634 belegte Rittmeister Ingold den Stab Bischofsheim mit mehreren tausend Gulden und in den Jahren 1636 und 1637 wütete die Pest im Hanauerland. Fünf Jahre darauf, 1642 wurde die Bischofsheimer Kirche zerstört.
Der Aufbau nach dem Ende des Dreißigjährigen Krieges erfolgte aber nur langsam: Die Kirche war 1654 wieder hergestellt. Aber 1670, 22 Jahre nach dem Ende des Kriegs, waren noch 22 Höfe verödet. 1652 kaufte Graf Johann Reinhard II. von Hanau-Lichtenberg (1628–1666) „ein stattliches Fachwerkhaus hinter der gemeinen Laube“ (Rathaus) und 1653 den Schlossweiher. Ihm war durch väterliches Testament das Amt Lichtenau zum Unterhalt und Wohnsitz zugewiesen. Hier kümmerte er sich um den Wiederaufbau nach den Zerstörungen des Dreißigjährigen Krieges, förderte die Einwanderung von Schweizern und begann mit dem Aufbau der zerstörten Infrastruktur, etwa der Schulen. Er vereinigte die Ämter Lichtenau und Willstätt und schuf daraus ein „Amt Bischofsheim“. 1666 starb Johann Reinhard II. und Anna Magdalena, seine Witwe, zog 1672 zusammen mit ihren hier geborenen Kindern, Johann Reinhard III., Philipp Reinhard, Johanna Magdalena und Luise Sophie ins Schloss Babenhausen. Auch die Verwaltung des Amtes wurde 1680 durch Amtmann Hüffel wieder nach Willstätt verlegt.
Während des Devolutionskriegs Ludwig XIV. 1667–1679 wurden in Bischofsheim französische Truppen des Marschalls Turenne einquartiert. 1688 wurden erneut französische Truppen einquartiert, Plünderungen und Zerstörungen waren zahlreich. Ebenfalls 1688 besuchte Johann Reinhard III. zum ersten Mal als Regent seinen Geburtsort und erließ der Not leidenden Bevölkerung das 4. Quartal der Frongelder und Steuern.
Kurz nach seiner Hochzeit (1699) nahm Graf Johann Reinhard III. von Hanau in seinem Geburtsort Bischofsheim am Hohen Steg den Bau eines Schlosses in Angriff, doch aufgrund des Spanischen Erbfolgekrieges 1701–1714 wurde nur der linke Seitenflügel erstellt. Dieser wurde im 18. Jh. für die Lagerung z. B. von Feldfrüchten, Holz oder Werkzeugen des Wasser- oder Landbaues genutzt. 1808 wurde im Schlossflügel eine Wohnung für den Oberbeamten des Bischofsheimer Amtes eingerichtet. Der Schlossflügel wurde nach vielfältigen Reparaturen zwischen 1843 und 1848 abgetragen.
Auf Befehl der Franzosen halfen im Jahr 1707 11 Mann bei Schanzarbeiten bei Stollhofen, ungefähr gegenüber von Fort-Louis. 1725 beteiligten sich die Bischofsheimer aufgrund hoher Abgaben, Willkürherrschaft von Beamten und Bruch des Renchner Vertrags von 1525 am Hanauer Bauernaufstand.

### Hessen-Darmstadt
Nach dem Tod des letzten Hanauer Grafen, Johann Reinhard III. 1736, fiel das Erbe – und damit auch das Amt Lichtenau – an den Sohn seiner einzigen Tochter, Charlotte von Hanau-Lichtenberg, Landgraf Ludwig (IX.) von Hessen-Darmstadt.
1743 traf der Österreichische Erbfolgekrieg auch Bischofsheim: Von 1740 bis 1748 lagen ungarische und böhmische Regimenter in den Dörfern des Hanauerlandes und von 1792 bis 1797 Dragoner und Husaren des österreichischen Feldmarschalls Dagobert Sigmund von Wurmser.
1754 wurde ein neues Schulhaus gebaut. 1757 war Prinz Soubise im Schloss zu Gast. Auf Kosten des Amtes Buchsweiler gab es ein großes Gelage für insgesamt 5045 Gulden. Freistetter Burschen verwüsteten im Jahr 1789 das Haus des Fiskal Jenser und im Jahr 1797 wurde das Dorf nach der Schlacht bei Diersheim stark verwüstet.

### Baden

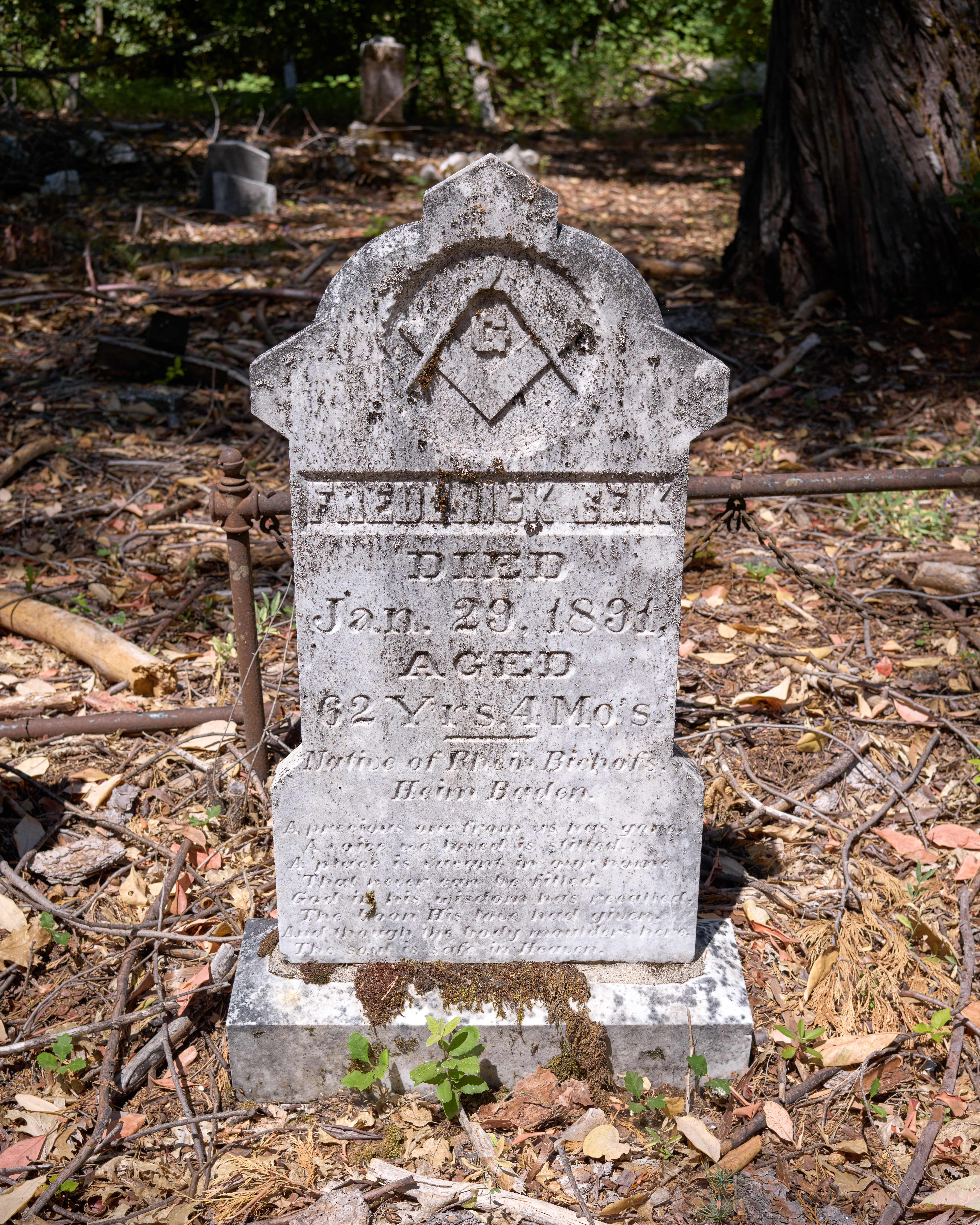
Grab des deutschstämmigen Einwanderers Frederick Beik auf dem alten Goldgräberfriedhof von Forbestown, Butte County

Mit dem Reichsdeputationshauptschluss wurde das Amt- und damit auch Bischofsheim – 1803 dem Kurfürstentum Baden zugeordnet. Die neue Herrschaft von Kurfürst Karl Friedrich von Baden errichtete unter Oberamtmann Kappler das Amt Rheinbischofsheim. Sein Nachfolger, von Wechmar, residierte ab 1806 vorübergehend in Neufreistett, bis 1808 das Schloss zu Diensträumen für das Amt und die Wohnung des Beamten ausgebaut war.
1813 wurde dem Dorf sein heutiger Name, Rheinbischofsheim, verliehen. Bisher hatte es Bischofsheim am hohen Steg geheißen. 1817 wurde die Lateinschule von Neufreistett nach Rheinbischofsheim verlegt und erhielt 1821 ein neues Schulhaus neben der Kirche.
1857 wurde das Amt aufgelöst und in das Bezirksamt Kork eingegliedert. 1864 wurde eine römisch-katholische Kirche gebaut, als Filialkirche der Pfarrei St. Michael Honau. Die heutige, von Ludwig Diemer entworfene, evangelische Kirche wurde von 1873 bis 1876 errichtet.

### 20. Jahrhundert
Im Januar 1919 begann die Besetzung durch französische Truppen, welche bis 1924 andauerte.
Von 1944 bis 1945 wurde Rheinbischofsheim durch Artillerie beschossen und es gab einige Bombenangriffe. Fünf Einwohner starben.
Am 1. Januar 1973 wechselte Rheinbischofsheim vom Landkreis Kehl in den neu gebildeten Ortenaukreis.
Am 1. Januar 1975 wurde Rheinbischofsheim in die neue Stadt Rheinau eingegliedert.

### Demographie
Einwohnerzahlen nach dem jeweiligen Gebietsstand.
| Jahr      | 1590 | 1790 | 1802 | 1857  | 1885  | 1925  | 1939  | 1946  | 1950  | 1961  | 1970  | 1975  | 2012  |
| --------- | ---- | ---- | ---- | ----- | ----- | ----- | ----- | ----- | ----- | ----- | ----- | ----- | ----- |
| Einwohner | 84   | 207  | 215  | 1.428 | 1.569 | 1.377 | 1.439 | 1.354 | 1.411 | 1.473 | 1.653 | 1.629 | 2.565 |

## Politik

### Wappen
Das Wappen von Rheinbischofsheim zeigt einen blauen Schwanenrumpf mit rotem Schnabel auf einem goldenen Helm auf einem hohen, schwarzen Steg über blauem Wasser auf silbernem Grund. Rheinbischofsheim führt dieses Wappen seit dem Jahr 1907.

## Kultur und Sehenswürdigkeiten

### Religionen
Seit der Dekanatsreform am 1. Januar 2008 gehört Rheinbischofsheim und die St. Johannes-Kirche zum Dekanat Offenburg-Kinzigtal und gehört zudem zur Seelsorgeeinheit Hanauerland.

## Wirtschaft und Infrastruktur

### Verkehr
In Rheinbischofsheim gibt es zwei Haltestellen, die den Ort durch Buslinien mit Achern, Lichtenau, Bühl und Kehl verbinden.
Durch Rheinbischofsheim führt die Landesstraße 75. Außerdem verbindet die L87 Rheinbischofsheim mit den Autobahnanschlussstellen Achern (Bundesautobahn 5) und Offendorf (Autoroute A35). In Frankreich wird die L87 als D2 fortgesetzt.

### Bildung
In Rheinbischofsheim gibt es neben einer Grundschule auch das Anne-Frank-Gymnasium und im Karl-Grampp-Gebäude eine Werkrealschule. In der Werkrealschule werden allerdings nur die 7. bis 10. Klassen unterrichtet. Der Unterricht für die 5. und 6. Klassen findet in Freistett statt.

### Ansässige Unternehmen
Das einzige größere Unternehmen in Rheinbischofsheim ist RMA Rheinau.

## Persönlichkeiten
- Johanna Magdalena von Hanau (1660–1715), geboren in  Bischofsheim am hohen Steg
- Luise Sophie von Hanau (1662–1751), geboren in  Bischofsheim am hohen Steg
- Philipp Reinhard (Hanau-Münzenberg) (1664–1712), geboren in  Bischofsheim am hohen Steg, von 1680 bis 1712 Graf von Hanau-Münzenberg
- Johann Reinhard III. (Hanau) (1665–1736), geboren in  Bischofsheim am hohen Steg, von 1680 bis 1736 Graf von Hanau-Lichtenberg und von 1712 bis 1736 von Hanau-Münzenberg
- Jakob Dörr (1799–1868), Kaufmann, Mitglied der Badischen Ständeversammlung
- Emil Merz (1856–1904), Ingenieur, Direktor der städtischen Gas- und Wasserwerke Kassel